# Saison 2024-2025 de l'Olympique de Marseille
Maillots
Chronologie
Saison précédente Saison suivante
La saison 2024-2025 de l'Olympique de Marseille est la soixante-quinzième saison du club provençal en première division du championnat de France de football, la vingt-neuvième consécutive au sein de l'élite du football français. Pour la première fois depuis la saison 2019-2020, le club phocéen n'est engagé dans aucune compétition européenne.

## Préparation d'avant-saison
L'Olympique de Marseille reprend l'entraînement le 4 juillet 2024 avec le technicien italien Roberto De Zerbi, nommé en tant qu'entraîneur principal, le 29 juin 2024.
Le 5 juillet 2024, trois matchs amicaux sont programmés pour la préparation marseillaise. Les hommes de Roberto De Zerbi débutent leur préparation par deux matchs amicaux au Centre d'entraînement Robert-Louis-Dreyfus : le premier face au Nîmes Olympique, le 21 juillet 2024 et le deuxième face au SC Toulon, le 24 juillet 2024. Enfin, l'Olympique de Marseille se déplace en Allemagne le 10 août 2024 pour y défier les allemands du FC Augsbourg. À noter qu'aucun stage à l'étranger n'est prévu lors de cette préparation estivale, le technicien italien étant satisfait des installations de la Commanderie.
Après plusieurs jours d'entraînement, les joueurs de l'Olympique de Marseille poursuivent leur apprentissage de la méthode et du style du technicien italien. En revanche, certains joueurs à l'image de Pau Lopez, Amavi, Mbemba, Gigot, Garcia, Veretout ou encore de la Fuente, mis à l'écart du groupe professionnel pour des motifs économiques et sportifs, s'entraînent avec l'équipe réserve,,.
Le groupe faisant les matchs de préparation est le suivant :
- Gardiens : Blanco, Ngapandouetnbu, Van Neck, de Lange
- Défenseurs : Balerdi, Brassier, Cornelius, Meïté, Murillo, Lirola, Merlin, Nyakossi, Soglo, Koum
- Milieux : Kondogbia, Koné, Højbjerg, Harit, Ounahi, Daou, Lafont, Bakola, Sternal
- Attaquants : Moumbagna, Luis Henrique, Greenwood, Abdallah, Mughe, Sellami, Ben Seghir

Le 16 juillet 2024, un nouveau match amical est programmé avec la réception du Pau FC, le 27 juillet 2024 au Centre d'entraînement Robert-Louis-Dreyfus. Le dernier match de préparation est également annoncé avec un déplacement à Bradford le 3 août pour y défier le club anglais de Sunderland AFC.

## Transferts

### Transferts estivaux
Le mercato d'été a lieu du 10 juin au 30 aout 2024 en France.
| Nom                       | Poste             | Type de transfert      | Montant | Provenance/Destination | Division           |
| ------------------------- | ----------------- | ---------------------- | ------- | ---------------------- | ------------------ |
| Arrivées                  |                   |                        |         |                        |                    |
| Gerónimo Rulli            | Gardien de but    | Transfert              | 4 M€    | Ajax Amsterdam         | Eredivisie         |
| Jeffrey de Lange          | Gardien de but    | Transfert              | 2 M€    | Go Ahead Eagles        | Eredivisie         |
| Bamo Meïté                | Défenseur         | Transfert définitif    | 10,5 M€ | FC Lorient             | Ligue 1            |
| Derek Cornelius           | Défenseur         | Transfert              | 4 M€    | Malmö FF               | Allsvenskan        |
| Lilian Brassier           | Défenseur         | Prêt avec OAO          | -       | Stade brestois 29      | Ligue 1            |
| Pol Lirola                | Défenseur         | Retour de prêt         | -       | Frosinone              | Serie A            |
| Jordan Amavi              | Défenseur         | Retour de prêt         | -       | Stade brestois 29      | Ligue 1            |
| Ismaël Koné               | Milieu de terrain | Transfert              | 12 M€   | Watford FC             | EFL Championship   |
| Adrien Rabiot             | Milieu de terrain | Transfert libre        | -       | Juventus FC            | Serie A            |
| Pierre-Emile Højbjerg     | Milieu de terrain | Prêt avec OAO          | -       | Tottenham Hotspur      | Premier League     |
| Valentín Carboni          | Milieu de terrain | Prêt avec OA           | 1 M€    | Inter Milan            | Serie A            |
| Mattéo Guendouzi          | Milieu de terrain | Retour de prêt         | -       | SS Lazio               | Serie A            |
| Elye Wahi                 | Attaquant         | Transfert              | 25 M€   | RC Lens                | Ligue 1            |
| Mason Greenwood           | Attaquant         | Transfert              | 26 M€   | Manchester United      | Premier League     |
| Neal Maupay               | Attaquant         | Prêt avec OAO          | 0,5 M€  | Everton FC             | Premier League     |
| Jonathan Rowe             | Attaquant         | Prêt avec OA           | -       | Norwich City           | EFL Championship   |
| Vitinha                   | Attaquant         | Retour de prêt         | -       | Genoa CFC              | Serie A            |
| François-Régis Mughe      | Attaquant         | Retour de prêt         | -       | USL Dunkerque          | Ligue 2            |
| Konrad de la Fuente       | Attaquant         | Retour de prêt         | -       | SD Eibar               | LaLiga 2           |
| Salim Ben Seghir          | Attaquant         | Retour de prêt         | -       | Neuchâtel Xamax        | Challenge League   |
| Départs                   |                   |                        |         |                        |                    |
| Pau López                 | Gardien de but    | Prêt avec OA           | -       | Girona FC              | Liga               |
| Simon Ngapandouetnbu      | Gardien de but    | Prêt sans OA           | -       | Nîmes Olympique        | National           |
| Jonathan Clauss           | Défenseur         | Transfert              | 5 M€    | OGC Nice               | Ligue 1            |
| Samuel Gigot              | Défenseur         | Prêt avec OA           | -       | SS Lazio               | Serie A            |
| Bamo Meïté                | Défenseur         | Retour de prêt         | -       | FC Lorient             | Ligue 1            |
| Jordan Amavi              | Défenseur         | Résiliation de contrat | -       | Stade brestois 29      | Ligue 1            |
| Mattéo Guendouzi          | Milieu de terrain | Transfert définitif    | 13 M€   | SS Lazio               | Serie A            |
| Jordan Veretout           | Milieu de terrain | Transfert              | 4 M€    | Olympique lyonnais     | Ligue 1            |
| Azzedine Ounahi           | Milieu de terrain | Prêt avec OA           | 0,5 M€  | Panathinaïkos          | Superleague Elláda |
| Jean Onana                | Milieu de terrain | Retour de prêt         | -       | Beşiktaş JK            | Süper Lig          |
| Pape Gueye                | Milieu de terrain | Fin de contrat         | -       | Villarreal CF          | Liga               |
| Vitinha                   | Attaquant         | Transfert définitif    | 16 M€   | Genoa CFC              | Serie A            |
| Iliman Ndiaye             | Attaquant         | Transfert              | 18 M€   | Everton FC             | Premier League     |
| Ismaïla Sarr              | Attaquant         | Transfert              | 15 M€   | Crystal Palace FC      | Premier League     |
| Pierre-Emerick Aubameyang | Attaquant         | Transfert              | 9 M€    | Al-Qadsiah FC          | Saudi Pro League   |
| Konrad de la Fuente       | Attaquant         | Transfert              | -       | FC Lausanne-Sport      | Super League       |
| Salim Ben Seghir          | Attaquant         | Transfert              | -       | Neuchâtel Xamax        | Challenge League   |
| Joaquín Correa            | Attaquant         | Retour de prêt         | -       | Inter Milan            | Serie A            |

| Nom                 | Poste             | Type de transfert | Montant | Provenance/Destination          | Division       |
| ------------------- | ----------------- | ----------------- | ------- | ------------------------------- | -------------- |
| Arrivées            |                   |                   |         |                                 |                |
| Théo Vermot         | Gardien de but    | -                 | -       | ÉFC Fréjus Saint-Raphaël        | National 2     |
| Alexi Koum          | Défenseur         | -                 | -       | AJ Auxerre rés.                 | National 2     |
| Alexandre Issanga   | Milieu de terrain | -                 | -       | FC Sochaux-Montbéliard rés.     | National 3     |
| Robinio Vaz         | Attaquant         | -                 | -       | FC Sochaux-Montbéliard rés.     | National 3     |
| Tristan Bichet      | Attaquant         | -                 | -       | FC Villefranche Beaujolais rés. | National       |
| Aylan Benyahia-Tani | Attaquant         | Retour de prêt    | -       | Empoli FC -19 ans               | Primavera      |
| Départs             |                   |                   |         |                                 |                |
| Bryan Bernard       | Gardien de but    | -                 | -       | Entente Feignies Aulnoye FC     | National 2     |
| Léo Jousselin       | Défenseur         | -                 | -       | FC Progrès Niederkorn           | BGL Ligue      |
| Brice Negouai       | Défenseur         | -                 | -       | FC Villefranche Beaujolais      | National       |
| Amay Caprice        | Défenseur         | -                 | -       | -                               | -              |
| Thomas Da Costa     | Défenseur         | -                 | -       | -                               | -              |
| Noam Mayoka-Tika    | Milieu de terrain | -                 | -       | Royal Charleroi                 | Jupiler League |
| Paolo Sciortino     | Milieu de terrain | -                 | -       | FK CSKA 1948 Sofia              | efbet League   |
| Latta N'Dabrou      | Attaquant         | -                 | -       | GOAL FC                         | National 2     |
| Pedro Ruiz          | Attaquant         | -                 | -       | -                               | -              |

### Transferts hivernaux
Le mercato d'hiver se déroule du 1er janvier 2025  au 3 février 2025 en France
| Nom                  | Poste             | Type de transfert   | Montant | Provenance/Destination | Division           |
| -------------------- | ----------------- | ------------------- | ------- | ---------------------- | ------------------ |
| Arrivées             |                   |                     |         |                        |                    |
| Pau López            | Gardien de but    | Retour de prêt      | -       | Girona FC              | Liga               |
| Luiz Felipe          | Défenseur         | Transfert libre     | -       | Al-Ittihad Club        | Saudi Pro League   |
| Amar Dedić           | Défenseur         | Prêt avec OA        | -       | Red Bull Salzbourg     | Bundesliga         |
| Ismaël Bennacer      | Milieu de terrain | Prêt avec OA        | 1 M€    | AC Milan               | Serie A            |
| Amine Gouiri         | Attaquant         | Transfert           | 19 M€   | Stade rennais FC       | Ligue 1            |
| Départs              |                   |                     |         |                        |                    |
| Pau López            | Gardien de but    | Prêt avec OA        | -       | Deportivo Toluca       | Liga MX            |
| Roggerio Nyakossi    | Défenseur         | Transfert           | 0,8 M€  | OH Louvain             | Division 1A        |
| Emran Soglo          | Défenseur         | Transfert           | N.C     | SK Sturm Graz          | Bundesliga         |
| Lilian Brassier      | Défenseur         | Retour de prêt      | -       | Stade brestois 29      | Ligue 1            |
| Bamo Meïté           | Défenseur         | Prêt avec OA        | -       | Montpellier HSC        | Ligue 1            |
| Ismaël Koné          | Milieu de terrain | Prêt avec OA        | 1 M€    | Stade rennais FC       | Ligue 1            |
| Valentín Carboni     | Milieu de terrain | Résiliation de prêt | -       | Inter Milan            | Serie A            |
| Elye Wahi            | Attaquant         | Transfert           | 26 M€   | Eintracht Francfort    | Bundesliga         |
| Enzo Sternal         | Attaquant         | Transfert           | 0,5 M€  | RSC Anderlecht         | Division 1A        |
| François-Régis Mughe | Attaquant         | Prêt avec OA        | -       | Athens Kallithéa FC    | Superleague Elláda |

| Nom             | Poste             | Type de transfert | Montant | Provenance/Destination | Division |
| --------------- | ----------------- | ----------------- | ------- | ---------------------- | -------- |
| Arrivées        |                   |                   |         |                        |          |
| Départs         |                   |                   |         |                        |          |
| Soumaïla Traoré | Milieu de terrain | Prêt sans OA      | -       | FC Versailles          | National |

### Premiers contrats professionnels
| Nom               | Nationalité | Position          | Durée de contrat | Fin de contrat |
| ----------------- | ----------- | ----------------- | ---------------- | -------------- |
| Darryl Bakola     | France      | Milieu de terrain | 3 ans            | juin 2027      |
| Yanis Sellami     | France      | Milieu de terrain | 3 ans            | juin 2027      |
| Tadjidine Mmadi   | France      | Milieu de terrain | 3 ans            | juin 2028      |
| Keyliane Abdallah | France      | Attaquant         | 3 ans            | juin 2028      |

### Prolongations de contrat
| Nom              | Nationalité | Position  | Durée de prolongation | Fin de contrat |
| ---------------- | ----------- | --------- | --------------------- | -------------- |
| Leonardo Balerdi | Argentine   | Défenseur | 2 ans                 | juin 2028      |
| Amir Murillo     | Panama      | Défenseur | 2 ans                 | juin 2028      |
| Luis Henrique    | Brésil      | Attaquant | 3 ans                 | juin 2028      |
| Enzo Sternal     | France      | Attaquant | 2 ans                 | juin 2027      |
| Robinio Vaz      | France      | Attaquant | 3 ans                 | juin 2028      |

## Faits marquants de la saison
Le 29 juin 2024, l'Olympique de Marseille révèle la signature du technicien italien, Roberto De Zerbi en tant qu'entraineur principal sur un projet de trois saisons. Par ailleurs, le club olympien se dote d'un coordinateur sportif avec Aziz Mady Mogne et d'un conseiller institutionnel en la personne de l'ancien Marseillais, Fabrizio Ravanelli,.
Le 18 juillet 2024, l'Olympique de Marseille annonce le départ de l'attaquant Pierre-Emerick Aubameyang après une saison au club et 30 buts inscrits. Dans le sens inverse, l'Olympique de Marseille enregistre l'arrivée de l'ailier anglais Mason Greenwood en provenance de Manchester United. Le 17 septembre 2024, l'Olympique de Marseille officialise l'arrivée du milieu international français Adrien Rabiot en tant que joueur libre. En raison de son refus de quitter le club à un an de la fin de son contrat, Chancel Mbemba est mis au placard par le board olympien durant toute la saison.
En raison de la défaite des Olympiens concédée à domicile face à Auxerre (1-3), De Zerbi décide d'instaurer un stage surprise à Mallemort, avec des réveils à 5h du matin, dans un lieu tenu secret pour que son groupe parvienne à mieux se connaître. Par ailleurs, il change son système de jeu et passe à un 3-4-3 à partir du match face à Lens. Ce changement de système permet aux Olympiens d'enchaîner une série de sept matchs sans défaite (6 victoires, 1 nul).
Au mercato hivernal, le board olympien rectifie les erreurs de recrutement opérées lors du dernier mercato : Wahi, Brassier quittent définitivement le club tandis que Gouiri, Luiz Felipe, Dedic et Bennacer arrivent.
À la suite de la nouvelle défaite face à Auxerre, Longoria s'emporte et parle de « corruption ». Il écope alors d'une suspension de quinze rencontres de la part de la commission de discipline de la LFP.
Avant de recevoir Brest au Vélodrome, le trio Longoria - Benatia - De Zerbi décide d'amener l'ensemble des joueurs (staff compris) faire une mise au vert au sein du centre d’entraînement du Roma City F.C (pensionnaire de Serie D) à Rome afin de souder le groupe pour le sprint final. L'initiative est reconduite la semaine suivante avant d'affronter Lille.
Le 11 mai 2025, après sa victoire à l'extérieur face au Havre (1-3), l'Olympique de Marseille s'assure mathématiquement une place pour la phase de ligue de la Ligue des champions 2025-2026. Le 17 mai 2025, les hommes de De Zerbi valident leur seconde place au classement de la Ligue 1 derrière le Paris Saint-Germain. L'Olympique de Marseille termine sa saison avec 74 buts au compteur en championnat, une première depuis la saison 1970-1971.

## Systèmes de jeu
| \| Rulli Murillo Brassier Balerdi Merlin Højbjerg Rabiot Greenwood Harit L. Henrique Wahi Entr. : De Zerbi \| Premier système de jeu utilisé · (4-2-3-1) |
| Rulli Murillo Brassier Balerdi Merlin Højbjerg Rabiot Greenwood Harit L. Henrique Wahi Entr. : De Zerbi                                                  |

| Rulli Murillo Brassier Balerdi Merlin Højbjerg Rabiot Greenwood Harit L. Henrique Wahi Entr. : De Zerbi |

| \| Rulli L. Henrique Murillo Balerdi Kondogbia Merlin Rongier Højbjerg Greenwood Rabiot Gouiri Entr. : De Zerbi \| Deuxième système de jeu utilisé · (3-4-2-1) |
| Rulli L. Henrique Murillo Balerdi Kondogbia Merlin Rongier Højbjerg Greenwood Rabiot Gouiri Entr. : De Zerbi                                                   |

| Rulli L. Henrique Murillo Balerdi Kondogbia Merlin Rongier Højbjerg Greenwood Rabiot Gouiri Entr. : De Zerbi |

| \| Rulli Murillo Balerdi Kondogbia Garcia Rongier Højbjerg Rabiot Greenwood L. Henrique Gouiri Entr. : De Zerbi \| Troisième système de jeu utilisé · (4-3-3) |
| Rulli Murillo Balerdi Kondogbia Garcia Rongier Højbjerg Rabiot Greenwood L. Henrique Gouiri Entr. : De Zerbi                                                  |

| Rulli Murillo Balerdi Kondogbia Garcia Rongier Højbjerg Rabiot Greenwood L. Henrique Gouiri Entr. : De Zerbi |

## Compétitions

### Championnat

#### Février
L'OM reçoit l'AS Saint-Étienne pour le compte de la 22ème journée de Ligue 1. Au cours de cette rencontre où le record d'affluence du Stade Vélodrome est battu pour la deuxième fois de la saison, l'OM dispose facilement de son adversaire stéphanois notamment grâce à deux buts de son nouvel attaquant, Amine Gouiri (5-1).

#### Classement
| Rang | Équipe                       | Pts | J  | G  | N | P | Bp | Bc | Diff | Qualification ou relégation                                                     |
| ---- | ---------------------------- | --- | -- | -- | - | - | -- | -- | ---- | ------------------------------------------------------------------------------- |
| 1    | Paris Saint-Germain T S C C1 | 84  | 34 | 26 | 6 | 2 | 92 | 35 | +57  | Qualification pour la phase de ligue de la Ligue des champions                  |
| 2    | Olympique de Marseille       | 65  | 34 | 20 | 5 | 9 | 74 | 47 | +27  | Qualification pour la phase de ligue de la Ligue des champions                  |
| 3    | AS Monaco                    | 61  | 34 | 18 | 7 | 9 | 63 | 41 | +22  | Qualification pour la phase de ligue de la Ligue des champions                  |
| 4    | OGC Nice                     | 60  | 34 | 17 | 9 | 8 | 66 | 41 | +25  | Qualification pour le troisième tour de qualification de la Ligue des champions |
| 5    | LOSC Lille                   | 60  | 34 | 17 | 9 | 8 | 52 | 36 | +16  | Qualification pour la phase de ligue de la Ligue Europa                         |

#### Évolution du classement et des résultats
| Journée  | 1 | 2 | 3 | 4 | 5 | 6 | 7 | 8 | 9 | 10 | 11 | 12 | 13 | 14 | 15 | 16 | 17 | 18 | 19 | 20 | 21 | 22 | 23 | 24 | 25 | 26 | 27 | 28 | 29 | 30 | 31 | 32 | 33 | 34 |
| -------- | - | - | - | - | - | - | - | - | - | -- | -- | -- | -- | -- | -- | -- | -- | -- | -- | -- | -- | -- | -- | -- | -- | -- | -- | -- | -- | -- | -- | -- | -- | -- |
| Rang     | 1 | 5 | 2 | 2 | 2 | 3 | 3 | 3 | 3 | 2  | 3  | 3  | 2  | 2  | 2  | 2  | 2  | 2  | 2  | 2  | 2  | 2  | 2  | 2  | 2  | 2  | 3  | 2  | 3  | 2  | 2  | 2  | 2  | 2  |
| Résultat | V | N | V | V | V | D | N | V | D | V  | D  | V  | V  | V  | N  | V  | V  | N  | D  | V  | V  | V  | D  | V  | D  | D  | D  | V  | D  | V  | V  | N  | V  | V  |

| Légende : | V = Victoire |  | N = Nul |  | D = Défaite |

## Effectif professionnel actuel
Le premier tableau liste l'effectif professionnel de l'OM pour la saison 2024-2025. Le second tableau recense les prêts effectués par le club marseillais lors de cette même saison.

## Statistiques

### Statistiques détaillées
| Rang | Joueur                | L1 | CDF | Total |
| ---- | --------------------- | -- | --- | ----- |
| 1    | Mason Greenwood       | 21 | 1   | 22    |
| 2    | Amine Gouiri          | 10 | 0   | 10    |
| 2    | Adrien Rabiot         | 9  | 1   | 10    |
| 4    | Luis Henrique         | 7  | 2   | 9     |
| 5    | Neal Maupay           | 4  | 0   | 4     |
| 6    | Valentin Rongier      | 3  | 0   | 3     |
| 6    | Jonathan Rowe         | 3  | 0   | 3     |
| 6    | Pierre-Emile Højbjerg | 2  | 1   | 3     |
| 9    | Amine Harit           | 2  | 0   | 2     |
| 9    | Ulisses Garcia        | 2  | 0   | 2     |
| 11   | Amir Murillo          | 1  | 0   | 1     |
| 11   | Pol Lirola            | 1  | 0   | 1     |
| 11   | Quentin Merlin        | 1  | 0   | 1     |
| 11   | Bilal Nadir           | 1  | 0   | 1     |
|      | Elye Wahi             | 3  | 0   | 3     |

| Rang | Joueur                | L1 | CDF | Total |
| ---- | --------------------- | -- | --- | ----- |
| 1    | Luis Henrique         | 7  | 2   | 9     |
| 2    | Mason Greenwood       | 5  | 0   | 5     |
| 2    | Adrien Rabiot         | 4  | 1   | 5     |
| 4    | Neal Maupay           | 4  | 0   | 4     |
| 4    | Pierre-Emile Højbjerg | 4  | 0   | 4     |
| 4    | Amine Harit           | 4  | 0   | 4     |
| 4    | Jonathan Rowe         | 3  | 1   | 4     |
| 8    | Amine Gouiri          | 3  | 0   | 3     |
| 8    | Quentin Merlin        | 3  | 0   | 3     |
| 8    | Amir Murillo          | 3  | 0   | 3     |
| 11   | Pol Lirola            | 2  | 0   | 2     |
| 11   | Ismaël Bennacer       | 2  | 0   | 2     |
| 11   | Ulisses Garcia        | 2  | 0   | 2     |
| 14   | Valentin Rongier      | 1  | 0   | 1     |
| 14   | Amar Dedić            | 1  | 0   | 1     |
|      | Elye Wahi             | 1  | 0   | 1     |

En italique, les joueurs partis en cours de saison.

## Blessures
| Nom                   | Blessure                      | Période d'indisponibilité     |
| --------------------- | ----------------------------- | ----------------------------- |
| Leonardo Balerdi      | Blessure à la cuisse          | août 2024 - septembre 2024    |
| Leonardo Balerdi      | Entorse du genou              | mars 2025 - avril 2025        |
| Luiz Felipe           | Blessure aux ischios-jambiers | depuis janvier 2025           |
| Derek Cornelius       | Contusion thoracique          | novembre 2024 - décembre 2024 |
| Quentin Merlin        | Blessure à la cuisse          | septembre 2024 - octobre 2024 |
| Amir Murillo          | Coup                          | décembre 2024                 |
| Amir Murillo          | Blessure à l'aine             | décembre 2024 - janvier 2025  |
| Amir Murillo          | Blessure à la cuisse          | janvier 2025                  |
| Amir Murillo          | Blessure aux ischios-jambiers | mars 2025                     |
| Pol Lirola            | Problèmes de genou            | novembre 2024 - décembre 2024 |
| Pierre-Emile Højbjerg | Malade                        | janvier 2025                  |
| Pierre-Emile Højbjerg | Blessure au mollet            | mars 2025 - avril 2025        |
| Ismaël Bennacer       | Blessure à l'ischio           | mars 2025                     |
| Geoffrey Kondogbia    | Blessure au mollet            | janvier 2025 - février 2025   |
| Adrien Rabiot         | Blessure au mollet            | mars 2025                     |
| Amine Harit           | Problèmes de mollet           | novembre 2024 - décembre 2024 |
| Amine Harit           | Blessure au mollet            | janvier 2025 - février 2025   |
| Amine Harit           | Blessure au mollet            | mars 2025 - avril 2025        |
| Faris Moumbagna       | Rupture du ligament croisé    | août 2024 - mars 2025         |

## Affluence
Le club obtient la meilleure affluence de Ligue 1 pour cette saison, et la 7e en Europe, avec 63 500 spectateurs.

### Meilleures affluences de la saison
| Rang | Match                                        | Score | Journée | Date              | Affluence |
| ---- | -------------------------------------------- | ----- | ------- | ----------------- | --------- |
| 1    | Olympique de Marseille - Montpellier HSC     | 5 - 1 | J30     | 19 avril 2025     | 66 312    |
| 2    | Olympique de Marseille - AS Saint-Étienne    | 5 - 1 | J22     | 15 février 2025   | 66 199    |
| 3    | Olympique de Marseille - Paris Saint-Germain | 0 - 3 | J9      | 27 octobre 2024   | 66 115    |
| 4    | Olympique de Marseille - Olympique lyonnais  | 3 - 2 | J20     | 2 février 2025    | 66 096    |
| 5    | Olympique de Marseille - OGC Nice            | 2 - 0 | J4      | 14 septembre 2024 | 65 803    |
| 6    | Olympique de Marseille - RC Lens             | 0 - 1 | J25     | 8 mars 2025       | 64 952    |
| 7    | Olympique de Marseille - LOSC Lille          | 1 - 1 | J15     | 14 décembre 2024  | 64 380    |
| 8    | Olympique de Marseille - Toulouse FC         | 3 - 2 | J28     | 6 avril 2025      | 64 320    |
| 9    | Olympique de Marseille - AS Monaco           | 2 - 1 | J13     | 1er décembre 2024 | 64 277    |
| 10   | Olympique de Marseille - AJ Auxerre          | 1 - 3 | J11     | 8 novembre 2024   | 64 184    |
| 11   | Olympique de Marseille - Le Havre AC         | 5 - 1 | J16     | 5 janvier 2025    | 64 092    |
| 12   | Olympique de Marseille - FC Nantes           | 2 - 0 | J24     | 2 mars 2025       | 64 074    |
| 13   | Olympique de Marseille - RC Strasbourg       | 1 - 1 | J18     | 19 janvier 2025   | 63 992    |
| 14   | Olympique de Marseille - Stade de Reims      | 2 - 2 | J2      | 25 août 2024      | 63 841    |
| 15   | Olympique de Marseille - Stade brestois 29   | 4 - 1 | J31     | 27 avril 2025     | 62 130    |
| 16   | Olympique de Marseille - Stade rennais FC    | 4 - 2 | J34     | 17 mai 2025       | 57 274    |
| 17   | Olympique de Marseille - Angers SCO          | 1 - 1 | J7      | 4 octobre 2024    | 54 568    |

## Aspects juridiques et économiques

### Aspects juridiques

#### Organigramme
Le tableau ci-dessous présente l'organigramme de l'Olympique de Marseille.
| Fonction                             | Nom                |
| ------------------------------------ | ------------------ |
| Président du conseil de surveillance | Jeff Ingram        |
| Président du directoire              | Pablo Longoria     |
| Directeur du football                | Medhi Benatia      |
| Conseiller institutionnel et sportif | Fabrizio Ravanelli |
| Coordinateur sportif                 | Aziz Mady Mogne    |
| Responsable du scouting              | Roberto Malfitano  |
| Recruteur                            | Ali Zarrak         |
| Secrétaire général                   | Benjamin Arnaud    |
| Directeur des opérations football    | Yvgeny Koshelev    |
| Directeur de la communication        | Franck Tourdre     |
| Directrice RH                        | Cécilia Barontini  |
| Responsable contrôle de gestion      | Alban Juster       |

| Fonction                                       | Nom                           |
| ---------------------------------------------- | ----------------------------- |
| Directeur de la sécurité                       | Hervé Chalchitis              |
| Responsable pôles presse, relations publiques  | Élodie Malatrait              |
| Attaché de presse                              | Alexandre Rosée               |
| Directeur commercial                           | Grégory La Mela               |
| Directeur du centre de formation               | Yann Daniélou                 |
| Directeur du football chargé de la formation   | Lassad Hasni                  |
| Responsable du recrutement centre de formation | Ludovic Paradinas             |
| Ambassadeurs du club                           | Basile Boli Jean-Pierre Papin |
| Président de l'association OM                  | Jean-Pierre Chanal            |
| Vice-président de l'association OM             | Robert Nazarétian             |

### Aspects économiques

#### Budget prévisionnel
Non encore disponible.

#### Résultat d'exploitation
Non encore disponible.

#### Bilan comptable
Non encore disponible.

#### Sponsoring
Pour le compte de la saison 2024-2025, le club marseillais compte une dizaine de partenaires officiels. L'Olympique de Marseille dispose de partenaires majeurs avec son équipementier Puma et son sponsor maillot CMA CGM ainsi que de partenaires premium à l'image d'Orange, Randstad, D'or et de platine, Caisse d'épargne CEPAC, Parions sport, Sublime Côte d'Ivoire et Boulanger. De plus, l'OM dispose de partenaires officiels comme Cébé, Coca-Cola, EA Sports, Holy, Paul Smith, ÖKO, Intersport, Uber Eats, Free et ONET mais aussi de partenaires régionaux à l'instar des eaux minérales Sainte-Baume. À noter que le contrat d'équipementier signé avec Puma rapporte près de 30 millions d'euros par saison au club marseillais.

#### Valorisation de l'effectif
| Nom                   | Valeur (en M€) | Fin de contrat |
| --------------------- | -------------- | -------------- |
| Gerónimo Rulli        | 8 M€           | juin 2027      |
| Jeffrey de Lange      | 2,5 M€         | juin 2027      |
| Rubén Blanco          | 1,5 M€         | juin 2026      |
| Jelle Van Neck        | 0,1 M€         | juin 2027      |
| Leonardo Balerdi      | 20 M€          | juin 2028      |
| Luiz Felipe           | 6 M€           | juin 2026      |
| Derek Cornelius       | 5 M€           | juin 2028      |
| Chancel Mbemba        | 3 M€           | juin 2025      |
| Quentin Merlin        | 12 M€          | juin 2028      |
| Ulisses Garcia        | 4 M€           | juin 2028      |
| Amar Dedić            | 15 M€          | juin 2029      |
| Amir Murillo          | 9 M€           | juin 2028      |
| Pol Lirola            | 4 M€           | juin 2026      |
| Pierre-Emile Højbjerg | 20 M€          | juin 2025      |
| Ismaël Bennacer       | 15 M€          | juin 2025      |
| Geoffrey Kondogbia    | 8 M€           | juin 2027      |
| Adrien Rabiot         | 25 M€          | juin 2026      |
| Valentin Rongier      | 9 M€           | juin 2026      |
| Bilal Nadir           | 5 M€           | juin 2026      |
| Amine Harit           | 10 M€          | juin 2027      |
| Darryl Bakola         | 0,2 M€         | juin 2027      |
| Gaël Lafont           | N.C            | juin 2026      |
| Yanis Sellami         | N.C            | juin 2027      |
| Raimane Daou          | 0,15 M€        | juin 2027      |
| Tadjidine M'Madi      | N.C            | juin 2028      |
| Jonathan Rowe         | 12 M€          | juin 2025      |
| Mason Greenwood       | 35 M€          | juin 2029      |
| Luis Henrique         | 18 M€          | juin 2028      |
| Amine Gouiri          | 20 M€          | juin 2029      |
| Neal Maupay           | 10 M€          | juin 2025      |
| Faris Moumbagna       | 8 M€           | juin 2028      |
| Keyliane Abdallah     | N.C            | juin 2028      |
| Robinio Vaz           | 0,15 M€        | juin 2028      |

## Centre de formation

### Staff technique
À la suite du départ de Yann Daniélou, Lassad Hasni devient le directeur du centre de formation le 16 décembre 2024. Le tableau ci-dessous présente la composition des staffs techniques pour chaque équipe du centre de formation de l'Olympique de Marseille pour la saison 2024-2025.
| Équipe            | Entraîneur         | Adjoint          |
| ----------------- | ------------------ | ---------------- |
| Équipe National 3 | Jean-Pierre Papin  | Efrain Miranda   |
| Équipe U19        | Christian Bracconi | Eduardo Moyano   |
| Équipe U17        | Patrick Hesse      | David Recouvreur |
| Équipe U15        | Ahmed Nouri        | Philippe Anziani |
| Équipe U14        | Thierry Rodriguez  | Akim El Jouini   |

### Équipe réserve
Pour la saison 2024-2025, l'équipe réserve de l'Olympique de Marseille évolue en National 3 - Corse/Méditerranée. Après avoir débuté la saison à domicile à l'OM Campus, la formation marseillaise délocalise ses rencontres à domicile au stade La Gardi de Trets.

#### Effectif de la réserve
Le tableau suivant dresse la liste des joueurs faisant partie de l'effectif de l'équipe réserve de l'Olympique de Marseille.